# Alphitobius parallelipennis
Alphitobius parallelipennis – gatunek chrząszcza z rodziny czarnuchowatych i podrodziny Tenebrioninae.
Gatunek ten został opisany w 1953 roku przez Carla Kocha, który jako miejsce typowe wskazał Tshibambę w Lului.
Czarnuch o głowie z canthusem policzków wystającym na zewnątrz poza obrys oczu. Przedplecze ma najszersze w pobliżu nasady. Krawędzie boczne przedplecza są prawie równoległe, w części nasadowej równoległe. Przednie kąty przedplecza wystające. Pokrywy długie i wąskie, ich boki równoległe. Wierzchołkowa część edeagusa trójkątna ze spiczastym czubkiem.
Chrząszcz afrotropikalny, znany z Konga, Zambii, Angoli i północno-wschodniego krańca RPA.